# NGC 532
NGC 532 è una galassia a spirale vista di taglio, situata nella costellazione dei Pesci a una distanza di poco inferiore ai 100 milioni di anni luce dalla nostra Via Lattea.

## Descrizione
La galassia ha una classe di luminosità I-II e presenta una larga riga a 21 cm dell'idrogeno neutro. È inoltre luminosa nel dominio dei raggi X.
Data la sua luminosità superficiale pari a 14,13, NGC 514 può essere classificata come una galassia a bassa luminosità superficiale (nella letteratura in lingua inglese abbreviata in LSB, acronimo di Low Surface Brightness). Le galassie LSB sono galassie di tipo diffuso (D) con una luminosità superficiale inferiore di almeno una magnitudine a quella del cielo notturno circostante.

## Scoperta
NGC 532 è stata scoperta il 4 settembre 1786 dall'astronomo britannico William Herschel.

## Gruppo di NGC 470
NGC 532 fa parte del Gruppo di NGC 470, un raggruppamento che contiene almeno 13 galassie tra cui NGC 470, NGC 474, NGC 485, NGC 488, NGC 489, NGC 502, NGC 516, NGC 518, NGC 520, NGC 522, NGC 524, NGC 525 e NGC 532.
Nel loro articolo comparso nel 2006, Sengupta e Balasubramanyam includono in questo gruppo altre 4 galassie luminose nel dominio dei raggi X, NGC 509, IC 101, IC 114 e CGCG 411-0458 (PGC 4994. 
NGC 509 e le ultime 3 galassie menzionate nella lista (IC 101, IC 114 e CGCG 411-058) sono localizzate nella stessa regione di cielo e si trovano a una distanza paragonabile a quella del gruppo di NGC 470. È pertanto ragionevole ritenere che facciano parte dello stesso raggruppamento di galassie.